# Urban (genere musicale)
L'urban, conosciuto anche come urban contemporary e urban contemporary music o urban pop, è un genere musicale in voga negli Stati Uniti soprattutto durante gli anni ottanta e novanta, sottogenere del R&B e della musica soul. Secondo altre fonti, il termine indica un formato radiofonico che trasmette perlopiù musica di artisti neri destinata a una fascia di età compresa fra i diciotto e i trentaquattro anni.
Durante gli anni ottanta era più legato alle caratteristiche della musica pop mentre nei primi anni novanta aumentarono le influenze dell'hip hop che verso la fine del secolo portarono alla formazione dell'hip hop soul.